# エース (マスコットキャラクター)

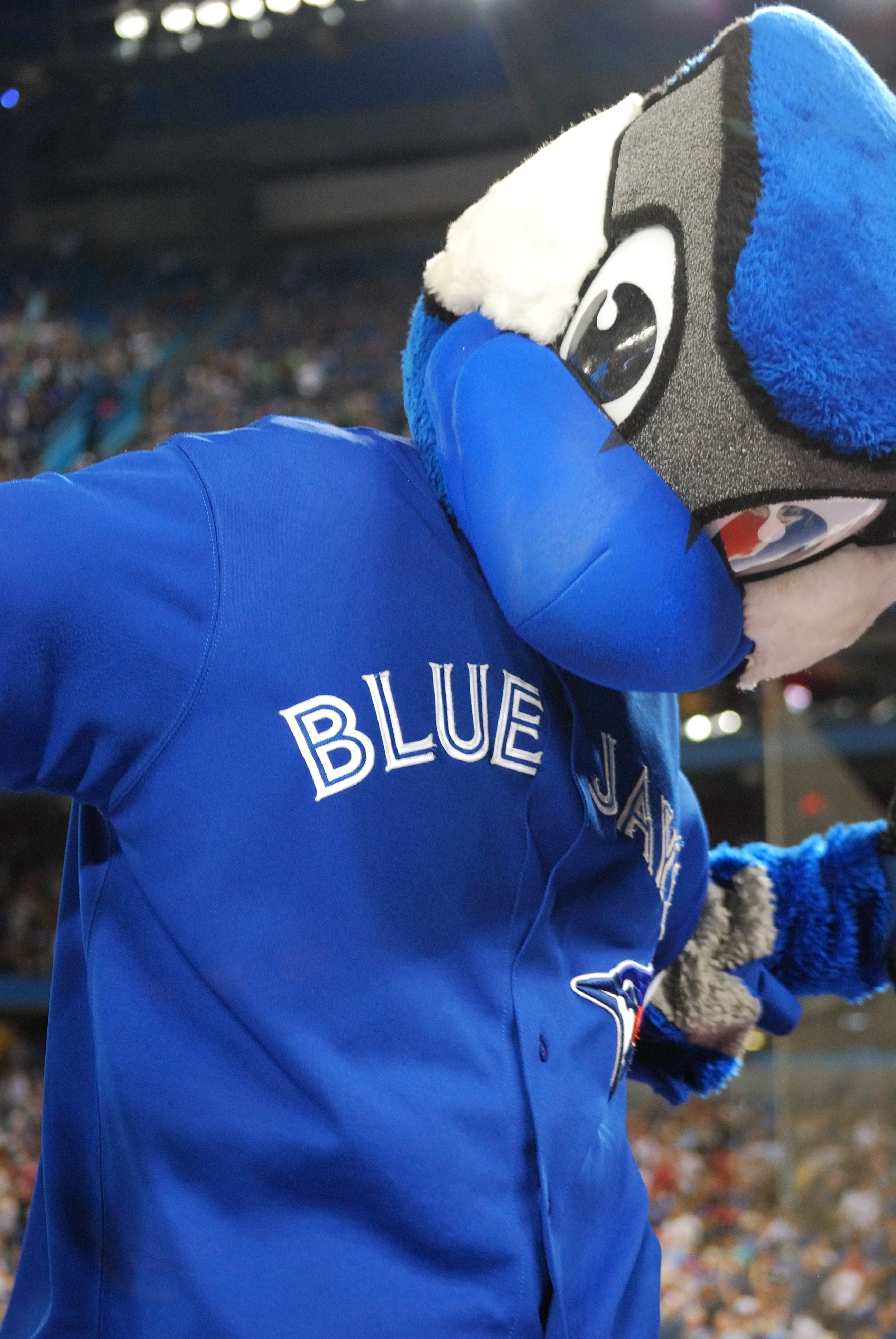

エース（Ace）は、MLB・トロント・ブルージェイズの球団マスコットキャラクターである。
モチーフは球団名の由来となったアオカケス。

## 概要・特徴
ブルージェイズには1979年から1999年まではアオカケスを模したBJバーディーというマスコットがいた。エースは、ガールフレンドのダイヤモンド（2003年まで活動）と共に2000年より登場している。
2011年からはエースの弟であるジュニアが登場。こちらは土曜日のホームゲームに現れる。

## プロフィール
球団公式ホームページによるプロフィールは以下の通り。
- 身長：6フィート0インチ（約182.9cm）
- 体重：Light as a feather
- 生息地：ロジャーズ・センター
- 投打：右投右打
- 背番号：00